# Наг и Йеб
Наг и Йеб (англ. Nug and Yeb) — вымышленные божества в произведениях Говарда Филлипса Лавкрафта и последователей «Мифов Ктулху». Эти близнецы одни из самых Древних богов Лавкрафт, они дети от брака жены Шуб-Ниггурат и мужа Йог-Сотота. Персонально этим божествам не было посвящено отдельных произведений, но первые их упоминания встречаются в рассказе «Последний опыт» и повести «Курган». Описание божеств основано на письмах Лавкрафта.

## Вдохновение
Имена Нуг и Йеб подобны именам египетских богов-близнецов Геб и Нут, членов Гелиопольской Эннеады. По словам самого Лавкрафта, «Наг и Йеб должны напоминать о тёмном и таинственном тоне татарского или тибетского фольклора». 
Уилл Мюррей также отмечает, что Hаг и Йеб похожи на египетских богов, брата и сестру — Геб и Нут.
Роберт Прайс записал трек «The Black Litany Of Nug And Yeb» для альбома «Strange Aeons» — это своего рода богослужение Наг и Йеб, которое проводит верховный жрец и его ученики.

## Наг и Йеб в творчестве Лавкрафта
В рассказе «Последний опыт» (1927) впервые упоминаются Наг и Йеб: 
Я разговаривал в Йемене со стариком, который вернулся живым из Багровой пустыни — он видел Ирем, Город Столпов, поклонялся подземным святилищам Нуг и Йеб-Иа! Шуб-Ниггурат! 
В повести «Курган» (1930) говорится, что идолам Наг и Йеб поклоняются в подземном городе К’нан и Иреме, городе Столбов. Поклонение Наг и Йеб описано как наиболее омерзительное.

В рассказе «Вне времени» (1933) говорится: 
Т’юог, Великий Жрец Шуб-Ниггурат и хранитель медного храма Козы с тысячей младых, размышлял над силами различных богов, и у него были странные сны и откровения насчет жизни континента и предшествующих миров. В конце концов, он уверовал в то, что боги, покровительствующие людям, могут быть собраны против богов враждебных, и убедил себя, что Шуб-Ниггурат, Наг и Йеб, так же, как и Йиг, Бог-Змей, готовы выступить за человека против тирании и высокомерия Гатаноа. 

### Письма
В своих письмах Лавкрафт писал про дальнейшее развитие этих божеств и оставил намёки, что Наг и Йеб — богохульные близнецы, которые являются потомками Шуб-Ниггурат и Йог-Сотота (избранные письма 5.875). Наг и Йеб в обычном виде имеют диаметр 10 футов и очень похожи на Шуб-Ниггурат (избранные письма 5.875). Наг является отцом Ктулху, а Йеб является родителем Тсатхоггуа (избранные письма 4.617).
В письмах упоминается, что они создатели и хранители сада, в котором живет Йиг. Им поручено очистить Землю к возвращению Великих Древних, но сами они никогда не посещали Землю (4.617). Для достижения этой цели используются два устройства, — «Печь Йеб» и «Факел Наг», где в чёрном пламени будут созданы инструменты разрушения мира.
Йеб (Йеб из Шепчущихся туманов), возможно, также звали Кксаксуклут в Гиперборее, поскольку Йеб является «отцом» Тсатхоггуа (письмо к Кларку Эштону Смиту «генеалогическое древо Азатота»). Подразумевается, что Йеб мужчина, хотя он может быть андрогинным. Йеб связан с «Черным пламенем» и инструментом разрушения мира, «Печью Йеб», в которой пламя находится на Земле.

## Наг и Йеб в творчестве других писателей
Август Дерлет намекает, что Наг и Йеб являются порождениями Шуб-Ниггурат и Хастура Невыразимого; и часто упоминает их вместе. Эзотерические доктрины монахов Ленга учат, что Наг и Йеб являются тайными именами Ллойгора и Жара соответственно и известны как Клулу (Ктулху) и Ньярлатхотеп, когда звёзды занимают правильное положение.
Кларк Эштон Смит написал в письме Роберту Барлоу 10 сентября 1935 года, что Наг может быть известен под именем Птмак в Гиперборее, потому что оно соответствует «непосредственному» родителю Ктулху. Однако, в «Пергаментах Пнома» довольно подробно описана генеалогия Тсатхоггуа, но нет упоминаний Наг и Йеб
Брайан Ламли пишет, Наг и Йеб является родителями Ктанида, благодаря влиянию Йог-Сотота. 
Лин Картер и Кларк Эштон Смит написали в рассказе «Спуск в Бездну», Наг — бог среди гулей, а Йеб — лидер культа инопланетян, служащих богу нечистот Абхоту. Наг и Йеб, как говорят, находятся в Пещере Прототипов под горой Воормитадрет, хотя они могли появиться в Кадате или рядом с ним.
Уилл Мюррей писал рассказы о «Мифах Ктулху» и в особенности про Древних богов Наг и Йеб.
Роберт Прайс и Лоуренс Дж. Корнфорд в рассказе «Второе послание Эйбона его ученикам, или Апокалипсис Эйбона» описали как андрогинный Ксаксаклут разделился на две части, став мужчиной Наг и женщиной Йеб. Эта интерпретация меньшинства может быть просто текстовым толкованием, пытающимся согласовать противоречивую информацию. Этим двум существам была поручена задача очистить Землю, чтобы подготовить её к возвращению Великих Древних, и для достижения этой цели они используют два устройства, называемые "Печь Йеба" и "Факел Нуга" (Furnace of Yeb, Torch of Nug).
Доктор Ди называет Нага «Отцом гулей», этот титул разделяет его отродье Шаураш-Хо. Нуг также может быть отцом Хастура. Они были «порождены обреченной туманностью Зликариор» («Некрономикон» том II, гл.2, пар.1)
Некоторые авторы связывают Наг и Йеб с храмами с символикой божеств близнецов или Инь и янь. Им поклонялись в Иреме, Му и К'н-яне. В Иреме было найдено их святилище с символом инь-ян, подразумевающим, что эти два существа могут представлять какие-то космические противоположности. 